# حافه كريش (تبن)

تعديل مصدري - تعديل

حافه كريش هي إحدى قرى عزلة الحوطة بمديرية تبن التابعة لمحافظة لحج، بلغ تعداد سكانها 270 نسمة حسب تعداد اليمن لعام 2004.